# Калифорнийский тифлогобиус
Калифорнийский тифлогобиус (лат. Typhlogobius californiensis) — вид лучепёрых рыб из семейства Oxudercidae отряда Gobiiformes, единственный в роде тифлогобиусов (Typhlogobius). Распространены в центрально-восточной части Тихого океана от центральной Калифорнии до южной части Нижней Калифорнии. Обитают в прибрежных водах на мелководье или в зоне прилива. Моногамны, почти всю жизнь проводят в норах креветок.
Представители достигают длины 8,3 см. Взрослые особи полностью слепы и лишены пигментации, молодые же имеют рудиментарные глаза, которые помогают им находить норки креветок.